# Giovanni Battista Beverini
Giovanni Battista Beverini (La Spezia, 10 luglio 1872 – Roma, 28 novembre 1944) è stato un diplomatico e politico italiano.
Fu nominato senatore del Regno d'Italia nel 1933.